# Vulcano Sabatino
Il Vulcano Sabatino, chiamato anche distretto vulcanico sabatino, copre un'area di oltre 1600 km² delimitata a Nord Ovest dai distretti vulcanici dei Monti Volsini e Cimini, a Sud Est dall'apparato dei Colli Albani, a Nord Est dalle unità sedimentarie della dorsale appenninica e a Sud Ovest dai sedimenti marini. È considerato attualmente un vulcano quiescente.

## Descrizione
La sua attività si è sviluppata all'interno di una fossa tettonica compresa fra i due sollevamenti (horst) dei Monti della Tolfa a Ovest e del Monte Soratte a Est.
Il vulcanismo sabatino, diversamente da quello dei Colli Albani, è di tipo “areale”, cioè con un apparato esterno che non appare circoscritto in un cono centrale ma interessa un'area più o meno vasta.

## Storia
L'apparato vulcanico sabatino iniziò la sua attività circa 600 000 anni fa, contemporaneamente ad altri distretti vulcanici del Lazio (Bolsena, Vico, Colli Albani, Roccamonfina) con il primo edificio vulcanico di Morlupo-Castelnuovo di Porto. Poco dopo l'attività iniziò anche nella zona di Sacrofano, con la formazione di un centro eruttivo tra i più rilevanti, sia per la durata, sia per l'enorme quantità dei prodotti emessi.
Le sue prime importanti eruzioni furono di tipo pliniano (estremamente esplosivo); i depositi di questa fase (circa 560 000-548 000 anni fa), presenti nella zona nord-orientale del Parco, sono costituiti dal tufo giallo della Via Tiberina, che mostra localmente spessori di 50-70 metri, e che viene ancora oggi, così come già dai tempi degli Etruschi (VIII-IV secolo a.C.), estratto in cava per la produzione di blocchetti per l'edilizia, grazie alla sua elevata resistenza abbinata alla facilità di lavorazione.
La quantità di prodotti vulcanici emessi in questa fase fu così elevata che colmò la valle dell'antico Tevere, spostandone il corso a est del Monte Soratte. Il vulcano di Sacrofano rimase in attività per circa 150 000 anni, ma in maniera discontinua, tanto che tra i depositi vulcanici di quel periodo (“Tufi varicolori di Sacrofano e La Storta”) si nota lo sviluppo di paleosuoli adatti alla crescita di vegetazione.
In questo stesso periodo l'attività vulcanica si diffuse in tutti i Sabatini, e nacquero diversi centri vulcanici, con emissione sia di colate di lava che di prodotti esplosivi; si vennero a creare anche molti edifici secondari detti coni di scorie, costituiti principalmente da lapilli, scorie e cenere che sono ancora oggi riconoscibili (Monte Rocca Romana, il più alto dei Sabatini, Monte Musino, Monte Solforoso, Monte Ficoreto, ecc.). Le ultime importanti fasi dell'attività esplosiva del vulcano di Sacrofano terminarono all'incirca 330 000 anni fa quando, con la riduzione della pressione del magma, l'acqua presente nel sottosuolo entrò in contatto con la camera magmatica causando violente eruzioni esplosive che produssero il “Tufo di Sacrofano” e distrussero la parte sommitale del vulcano; ne seguirono lo sprofondamento della depressione della caldera di Sacrofano, al cui interno sorge oggi l'abitato, e, poco dopo, la nascita di edifici vulcanici al margine di questa caldera, tra i quali Monte Razzano, sulle cui pendici settentrionali sorge oggi il paese di Campagnano.
Contemporaneamente, il progressivo svuotamento di una grande camera magmatica principale posta a circa 4 km di profondità, insieme a un grosso sistema di faglie regionali, determinò, tra quattrocentomila e centocinquantamila anni fa, la formazione della grande conca oggi occupata dal lago di Bracciano, che non è quindi un antico cratere, ma una depressione vulcano-tettonica in cui si riconoscono i resti di antichi crateri come Vigna di Valle, Anguillara, Trevignano Romano, Vicarello.
L'attività finale del distretto sabatino continuò soprattutto nel settore orientale con episodi di tipo freatomagmatico (cioè interazione magma-acqua), quali Martignano, Stracciacappe, Monterosi, Baccano: nella caldera di quest'ultimo, in cui si era formato un lago, bonificato in tempi antichi, scorre oggi la Via Cassia. L'attività vulcanica di quest'area si esaurì definitivamente meno di 40.000 anni fa. Attualmente il vulcano è considerato quiescente ed è possibile una futura attività.